# Migas australis
Migas australis är en spindelart som beskrevs av Wilton 1968. Migas australis ingår i släktet Migas och familjen Migidae. Inga underarter finns listade i Catalogue of Life.